# Classe Illinois
A Classe Illinois foi uma classe de couraçados pré-dreadnought operada pela Marinha dos Estados Unidos, composta pelo USS Illinois, USS Alabama e USS Wisconsin. Suas construções começaram em 1896 e 1897 nos estaleiros da Newport News Shipbuilding, William Cramp & Sons e Union Iron Works, sendo lançados ao mar em 1898 e comissionados em 1900 e 1901. O projeto da Classe Illinois foi mais direcionado para operações oceânicas do que seus predecessores, também incorporando um novo projeto das torres de artilharia de 330 milímetros que possuíam uma blindagem inclinada na frente e um melhor equilíbrio de peso para não afetar a estabilidade.
Os couraçados da Classe Illinois eram armados com uma bateria principal composta por quatro canhões de 330 milímetros montados em duas torres de artilharia duplas. Tinham um comprimento de fora a fora de 114 metros, boca de 22 metros, calado de sete metros e um deslocamento carregado de mais de doze mil toneladas. Seus sistemas de propulsão eram compostos por oito caldeiras a carvão que alimentavam dois motores de tripla-expansão, que por sua vez giravam duas hélices até uma velocidade máxima de dezesseis nós (trinta quilômetros por hora). Os navios também tinham um cinturão principal de blindagem que ficava entre 102 e 419 milímetros de espessura.
O Illinois e Alabama atuaram na Esquadra do Atlântico Norte, mas também brevemente na Europa em 1902. O Wisconsin serviu na Frota do Pacífico e na Frota Asiática. Os três participaram em diferentes momentos da viagem ao redor do mundo da Grande Frota Branca entre 1907 e 1909. Foram modernizados ao final da viagem e a partir de 1912 usados como navios-escola, sendo descomissionados em 1920. O Alabama foi afundado como alvo de tiro em 1921 e depois desmontado, enquanto o Wisconsin foi desmontado em 1922. O Illinois foi convertido em um arsenal flutuante para a Milícia Naval de Nova Iorque, função que exerceu até ser desmontado em 1956.

## Projeto
O trabalho de design no que se tornou a classe Illinois começou em 25 de março de 1896, quando o contra-almirante J.G. Walker convocou um conselho para considerar futuros projetos de encouraçados. Na época, o único encouraçado moderno em serviço era o Indiana de borda livre baixa; o encouraçado Iowa de borda livre alta e a classe Kearsarge de borda livre baixa estava em construção. Como a Marinha tinha pouca experiência com encouraçados modernos, a questão era repetir um dos projetos de borda livre baixa, adequados para a defesa costeira, construir outro Iowa ou solicitar um novo projeto. O Walker Board determinou que outro projeto de encouraçado costeiro seria imprudente, uma vez que os Estados Unidos tinham costas longas e, portanto, os novos navios precisariam ter melhores qualidades de navegabilidade do que os projetos do Indiana ou Kearsarge.
Jogos de guerra conduzidos pela frota levaram o conselho a especificar um calado de não mais que sete metros para permitir que os navios entrassem nos portos relativamente rasos da Costa do Golfo. Essa limitação teve um efeito significativo no design; para alcançá-lo, o peso teria que ser reduzido ao mínimo, o que impedia a cópia total do projeto do Iowa, a menos que o armamento principal fosse reduzido de 330 a 305 milímetros. O conselho não estava disposto a fazer essa concessão e, portanto, seria necessário um novo projeto. Além disso, o conselho havia determinado que o canhão secundário de 203 milímetros era desnecessário, pois, embora pudesse penetrar na blindagem mais fina da casamata dos encouraçados inimigos, não conseguia lançar um projétil altamente explosivo através da blindagem. Em vez disso, o conselho decidiu que um novo canhão de disparo rápido de 152 milímetros seria superior. Também simplificaria o abastecimento de munição, já que haveria apenas um calibre secundário.
O conselho determinou que o layout da blindagem do projeto do Kearsarge era suficiente e o adotou sem alterações para os novos navios. Eles descartaram as torres sobrepostas do Kearsarge, porém, montando a maioria dos canhões secundários em uma bateria no meio do navio. Um novo design de torre para a bateria principal foi adotado; em vez das velhas torres redondas estilo Monitor dos navios anteriores, o design do Illinois apresentava uma torre equilibrada com blindagem inclinada na face. Por ser equilibrado, evitaria que o navio tombasse quando a bateria fosse disparada para qualquer um dos lados, como era o caso do Indiana. O Congresso dos Estados Unidos autorizou três novos encouraçados em 10 de junho de 1896; o Bureau of Construction and Repair emitiu seus pedidos de licitação de várias empresas de construção naval americanas doze dias depois. Os contratos para os novos navios, a serem nomeados Illinois, Alabama e Wisconsin, foram concedidos em 28 de agosto.

### Características gerais
Os navios da classe Illinois tinham 112 metros de comprimento na linha d'água e 114 metros de fora a fora. Eles tinham uma boca de 22 metros e um calado de 7,16 metros. Eles deslocavam 11 751 toneladas conforme projetado e até 12 450 em plena carga. Como construídos, eles foram equipados com mastros militares pesados, mas estes foram substituídos por equivalentes treliçados em 1909. Eles tinham uma tripulação de 40 oficiais e 496 homens alistados. A tripulação aumentou para 690 – 713 mais tarde em sua carreira. A direção era controlada com um único leme, e os navios tinham um raio de viragem de 331 metros a uma velocidade de doze nós (22 quilômetros por hora). A altura metacêntrica transversal dos navios era de 0,82 metros.
Os navios eram movidos por motores a vapor de expansão tripla de dois eixos avaliados em 16 mil cavalos de potência. O vapor era fornecido por oito caldeiras flamotubulares que eram canalizadas para um par de funis dispostos lado a lado. Eles foram os últimos navios da Marinha dos Estados Unidos a usar caldeiras flamotubulares; projetos subseqüentes mudaram para caldeiras aquatubulares mais eficientes e mais leves. Os motores geravam uma velocidade máxima de dezesseis (trinta quilômetros por hora), embora tenham excedido seu desempenho nominal nos testes, com Illinois atingindo 17,45 nós (32,32 quilômetros por hora) gerando 12 757 cavalos de potência. Os navios poderiam armazenar até 1 290 toneladas de carvão, o que lhes permitia navegar por 7 760 quilômetros a uma velocidade de cruzeiro de dez nós (dezenove quilômetros por hora).

### Armamento
Os navios estavam armados com uma bateria principal de quatro canhões de calibre 330 milímetros, com 35 calibres de comprimento, em duas torres gêmeas na linha central, uma à frente e outra à ré. Essas armas dispararam projéteis de 510 kg com 230 kg de pólvora marrom, embora esta tenha sido substituída por uma carga de 82 kg de pólvora sem fumaça, que produzia uma velocidade de saída de 610 metros por segundo. Os canhões tinham um alcance de 11 400 metros, embora os regulamentos da Marinha prescrevessem abrir fogo a 7 300 metros; mesmo isso estava além do alcance em que os artilheiros da época podiam acertar com segurança. A uma distância de 1 800 metros, os projéteis podiam penetrar 510 milímetros de aço comum. Os canhões disparavam lentamente, exigindo 320 segundos entre os disparos para a recarga. Os canhões foram montados em torres Mark IV, que tinham um alcance de elevação de 15 a -5 graus. As torres exigiam que os canhões voltassem a 2 graus para carregamento. O armazenamento de munição era de 60 projéteis por arma.
A bateria secundária consistia em quatorze canhões Mark IV de 152 milímetros, com 40 calibres de comprimento, que foram colocados em casamatas no casco. Eles dispararam um projétil de 48 kg a uma velocidade inicial de 660 metros por segundo. Para defesa de curto alcance contra torpedeiros, eles carregavam dezesseis canhões de 57 milímetros montados em casamatas ao longo do lado do casco e seis 37 milímetros. Essas armas disparavam projéteis de 2,74 kg e 0,494 kg, respectivamente. Como era padrão para os navios capitais da época, a classe Illinois carregava quatro tubos de torpedo em lançadores acima da água, montados no casco. Eles foram inicialmente equipados com o design Mark II Whitehead, que carregava uma ogiva de 64 kg e tinham um alcance de 730 metros a uma velocidade de 27 nós (cinquenta quilômetros por hora).

### Blindagem
Todos os três navios foram protegidos com blindagem Harvey; eles foram os últimos navios da Marinha dos Estados Unidos a depender inteiramente do aço Harvey. O cinturão blindado dos navios era de 419 milímetros de espessura sobre os depósitos e espaços de máquinas e reduzido para 241 milímetros na borda inferior. Reduzia gradualmente para 102 milímetros em direção à proa. Anteparas transversais de 305 milímetros de espessura conectavam ambas as extremidades do cinturão central e as barbetas da bateria principal. O convés blindado dos navios era de setenta milímetros de espessura na parte plana, com 76 milímetros nos lados inclinados para a frente; os lados inclinados para trás eram de 127 milímetros de espessura. A torre de comando tinha 254 milímetros de blindagem em seus lados com um telhado de 51 milímetros espessura.
As torres de canhão da bateria principal tinham 356 milímetros nas laterais e 76 nos telhados, enquanto as barbetas de suporte tinham 381 milímetros de blindagem em seus lados expostos. A porção das barbetas que ficavam atrás do cinturão blindado reduzia para 254 milímetros. A blindagem da bateria secundária consistia em chapas de aço com 152 milímetros de espessura nas paredes das casamatas, e a metade inferior da blindagem da casamata era apoiada por depósitos de carvão, o que aumentava o nível de proteção. Anteparas anti-estilhaços de 38 milímetros de espessura foram colocadas entre cada um dos canhões secundários para reduzir a possibilidade de um projétil desabilitar vários canhões.

## Navios
| Nome                 | Construtor                                  | Deitado                 | Lançado                | Comissionado           |
| -------------------- | ------------------------------------------- | ----------------------- | ---------------------- | ---------------------- |
| USS Illinois (BB-7)  | Newport News Shipbuilding & Drydock Company | 10 de fevereiro de 1897 | 4 de outubro de 1898   | 16 de setembro de 1901 |
| USS Alabama (BB-8)   | William Cramp & Filhos                      | 2 de dezembro de 1896   | 18 de maio de 1898     | 16 de outubro de 1900  |
| USS Wisconsin (BB-9) | Union Iron Works                            | 9 de fevereiro de 1897  | 26 de novembro de 1898 | 4 de fevereiro de 1901 |

## Histórico de serviço

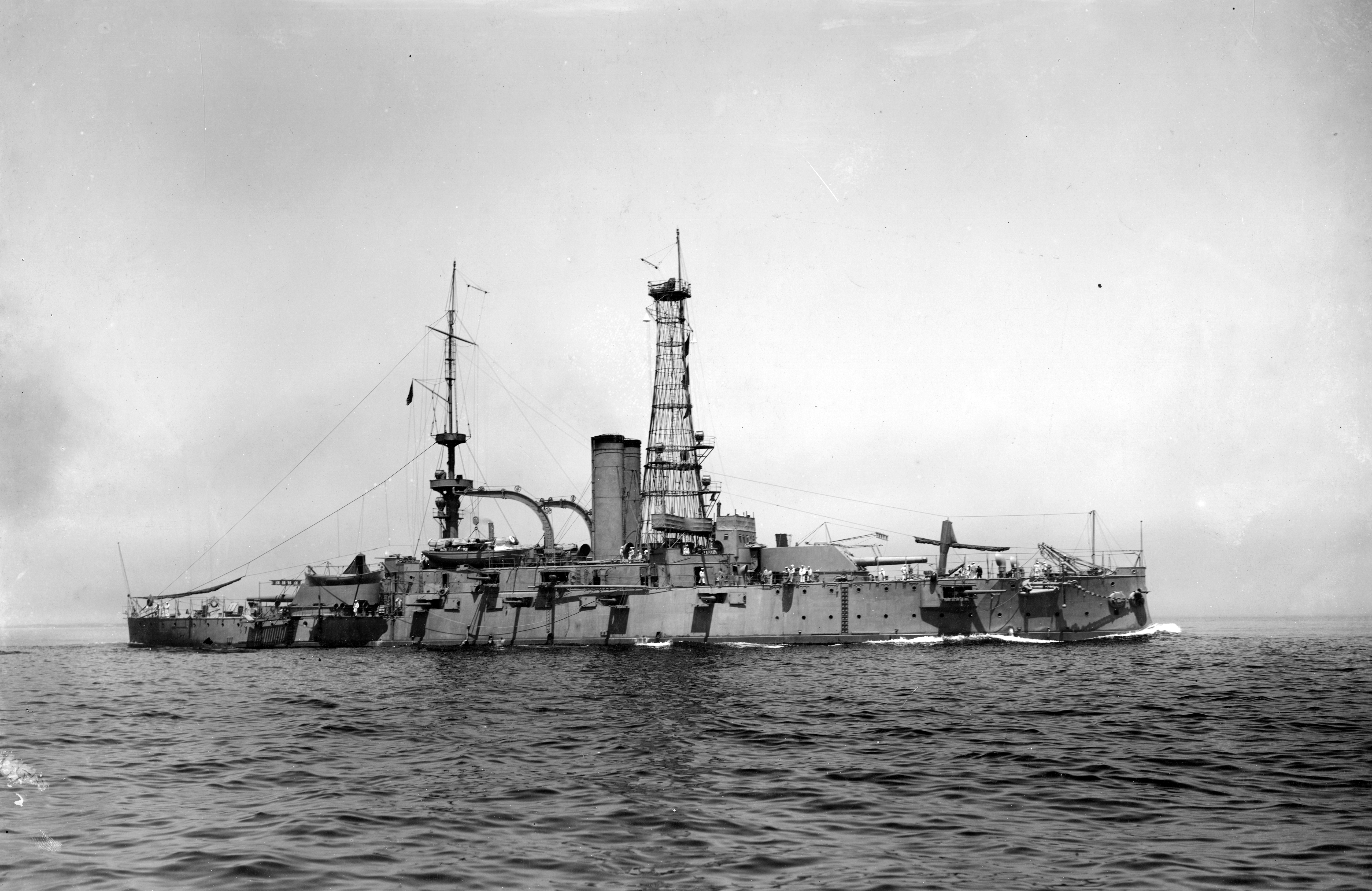
O Wisconsin c. 1909 – 10 após sua modernização

Desde o comissionamento, Alabama e Illinois serviram no Esquadrão do Atlântico Norte. Ambos os navios fizeram visitas à Europa durante o início de suas carreiras, e Illinois serviu como a nau capitânia do Esquadrão Europeu por um curto período de tempo em 1902. Ele acidentalmente encalhou fora de Oslo, na Noruega, em 1902 e retornou ao Esquadrão do Atlântico Norte em janeiro de 1903. O Wisconsin, tendo sido construído na costa oeste dos Estados Unidos, serviu na Frota do Pacífico como seu carro-chefe. Em 1903, ele foi transferido para a Frota Asiática, e lá permaneceu até o final de 1906, quando retornou à Califórnia.
O Illinois e o Alabama navegaram com a Great White Fleet em seu cruzeiro mundial que começou em dezembro de 1907. O Wisconsin juntou-se à frota depois de contornar a América do Sul em julho de 1908; o Alabama teve que deixar a frota devido a danos no motor que exigiam reparos. O Alabama foi destacado junto com o encouraçado Maine; os dois navios continuaram a viagem de forma independente em um itinerário bastante reduzido. O restante dos navios cruzou o Pacífico e parou na Austrália, nas Filipinas e no Japão antes de continuar pelo Oceano Índico. Eles transitaram pelo Canal de Suez e percorreram o Mediterrâneo antes de cruzar o Atlântico, chegando a Hampton Roads em 22 de fevereiro de 1909 para uma revisão naval com o presidente Theodore Roosevelt.

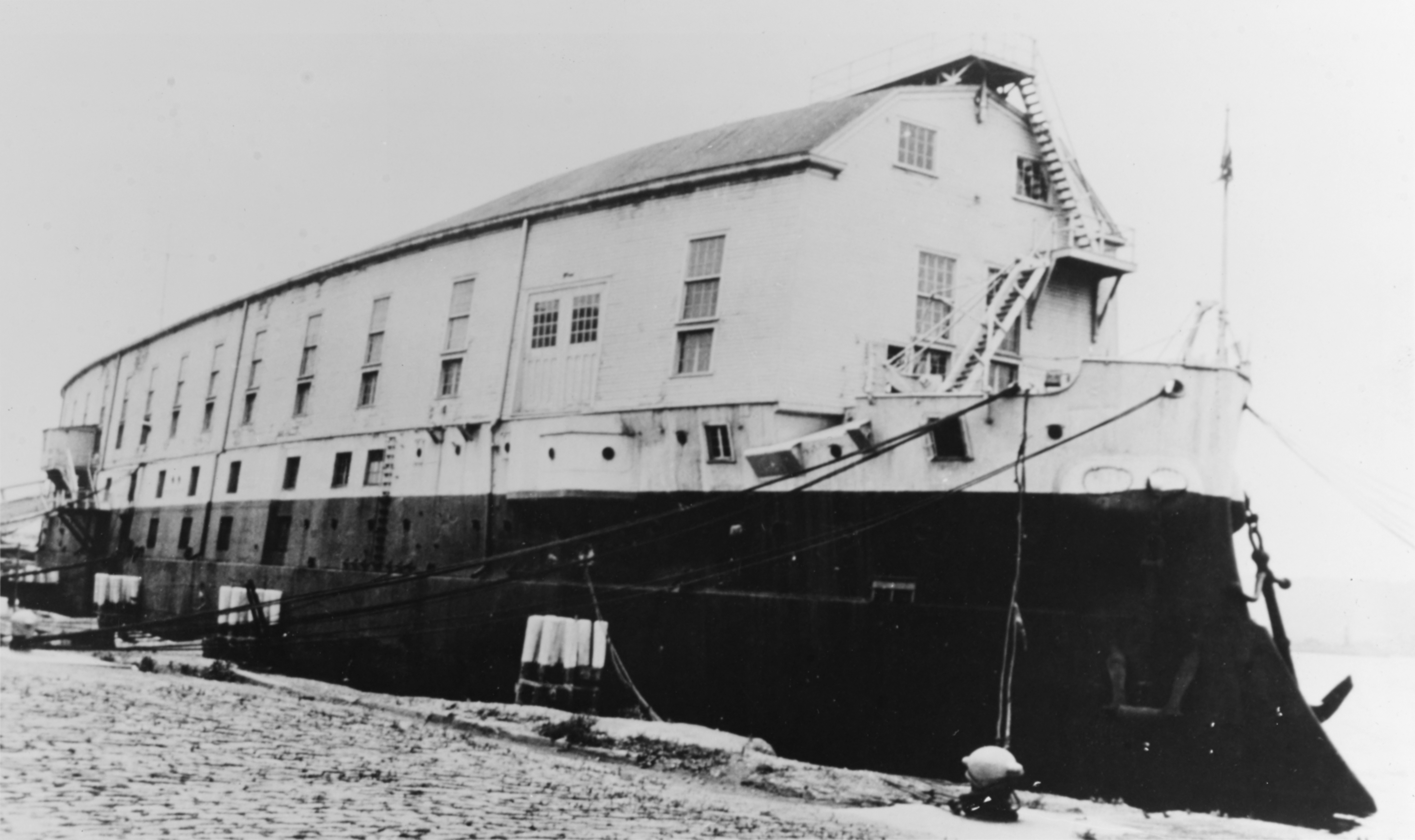
O Prairie State (ex-Illinois) como navio-escola após sua conversão

Os três navios foram modernizados após seu retorno em 1909; a partir de 1912, eles foram colocados na comissão de reserva e empregados como navios de treinamento para aspirantes da Academia Naval dos Estados Unidos e unidades da milícia naval. Eles continuaram nessa função durante a Primeira Guerra Mundial, na qual os Estados Unidos entraram em 6 de abril de 1917. Os navios treinavam o pessoal da sala de máquinas, guardas armados para navios mercantes e outras especialidades. Após a rendição alemã em novembro de 1918, a maioria dos encouraçados da Frota do Atlântico foi usada como transporte para transportar soldados americanos de volta da França. Os navios da classe Illinois não eram tão empregados, entretanto, devido ao seu curto alcance e tamanho pequeno, o que não permitia acomodações adicionais suficientes.
Os navios da classe Illinois serviram com a frota apenas brevemente após a guerra, ainda como navios de treinamento. Em 1920, todos eles foram desativados. O Wisconsin foi vendido para sucata em janeiro de 1922 e dividido para sucata. Em vez disso, Illinois foi convertido em um arsenal flutuante para a Milícia Naval de Nova York; renomeado como Prairie State em 1941, ele serviu nessa função até 1956, quando também foi vendido para sucata. O Alabama encontrou seu fim como navio-alvo para experimentos de bombardeio conduzidos pelo Serviço Aéreo do Exército dos EUA em setembro de 1921. Ele foi atingido por várias bombas, incluindo bombas de fósforo branco e bombas perfurantes de 910 kg, antes de finalmente afundar.